# Нектаринка барвиста
Нектари́нка барвиста (Leptocoma sperata) — вид горобцеподібних птахів родини нектаркових (Nectariniidae). Мешкає на Філіппінах та в Індонезії. Мангрова нектаринка раніше вважалася конспецифічною з барвистою нектаринкою.

## Таксономія

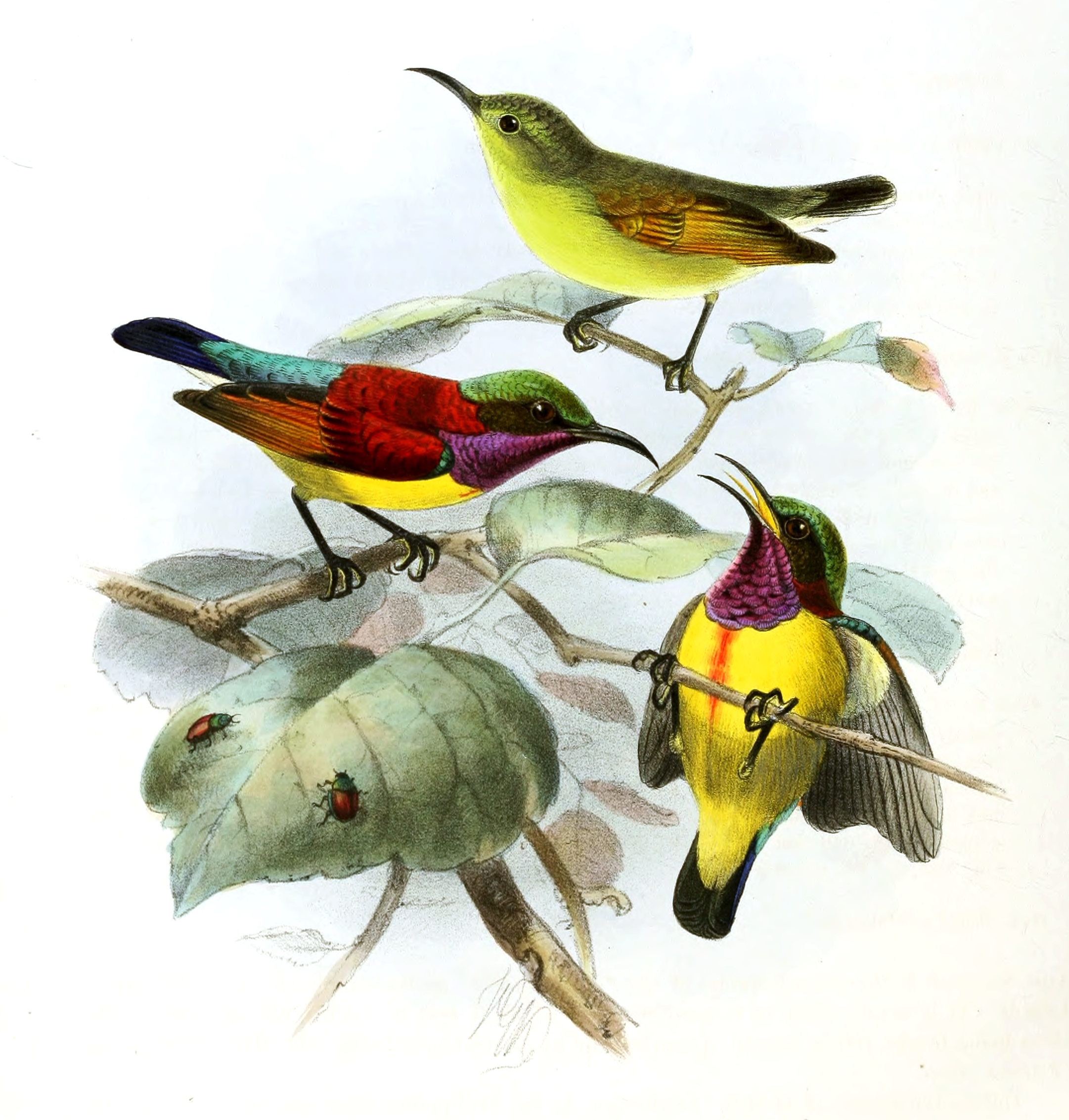
Барвисті нектаринки (підвид L. s. juliae)

В 1760 році французький зоолог Матюрен Жак Бріссон включив опис барвистої нектаринки до своєї книги "Ornithologie", описавши птаха за зразком із Філіппін. Він використав французьку назву Le grimpereau pourpré des Philippines та латинську назву Certhia Philippensis Purpurea. Однак, хоч Бріссон і навів латинську назву, вона не була науковою, тобто не відповідає біномінальній номенклатурі і не визнана Міжнародною комісією із зоологічної номенклатури. Коли в 1766 році шведський натураліст Карл Лінней випустив дванадцяте видання своєї Systema Naturae, він доповнив книгу описом 240 видів, раніше описаних Бріссоном. Одним з цих видів була барвиста нектаринка, для якої Лінней придумав біномінальну назву Certhia sperata. У 1850 році німецький орнітолог Жан Луї Кабаніс помістив барвисту нектаринку до роду Leptocoma.

### Підвиди
Виділяють чотири підвиди:
- L. s. henkei (Meyer, AB, 1884) — північний Лусон і сусідні острівці;
- L. s. sperata (Linnaeus, 1766) — центральний і південний Лусон, острови Полілло, Маріндук і Катандуанес;
- L. s. trochilus (Salomonsen, 1953) — західні, центральні і південні Філіппіни;
- L. s. juliae (Tweeddale, 1877) — захід і південь острова Мінданао, архіпелаг Сулу.

## Поширення і екологія
Барвисті нектаринки мешкають на Філіппінах, а також на індонезійських островах Дераван на схід від Калімантану. Вони живуть у вологих рівнинних тропічних лісах, мангрових лісах та на плантаціях.